# トゥスカーニア
トゥスカーニア（伊: Tuscania）は、イタリア共和国ラツィオ州ヴィテルボ県にある、人口約8,200人の基礎自治体（コムーネ）。

## 地理

### 位置・広がり
ヴィテルボ県のコムーネ。県都ヴィテルボから西へ20kmの距離にある。

#### 隣接コムーネ
隣接するコムーネは以下の通り。
- アルレーナ・ディ・カストロ
- カニーノ
- カポディモンテ
- マルタ
- モンタルト・ディ・カストロ
- モンテ・ロマーノ
- ピアンサーノ
- タルクイーニア
- テッセナーノ
- ヴィテルボ

### 気候分類・地震分類
トゥスカーニアにおけるイタリアの気候分類 (it) および度日は、zona D, 1654 GGである。
また、イタリアの地震リスク階級 (it) では、zona 2B (sismicità media) に分類される。

## 歴史
1971年2月6日、トゥスカーニアは地震 (it) により半壊、31人の死者を出した。

## 行政

### 分離集落
トゥスカーニアには、以下の分離集落（フラツィオーネ）がある。
- Montebello, Poggio Martino

## 文化
- 記念建造物
  - ロマネスク様式の教会 San Pietro in Tuscania
  - ロマネスク様式の教会 Santa Maria Maggiore